# 99は終わらない
「99は終わらない」（ナインティナインはおわらない）は、2014年5月21日に発売された郷ひろみ99作目のシングル。

## 解説
郷にとって99枚目のシングルとなる本作。楽曲提供とプロデュースは前山田健一。初回限定生産盤は「99は終わらない」のミュージックビデオ＋メイキング収録）と豪華ブックレットが付属。ジャケット写真の異なるCDのみの通常盤も同日発売。
カップリング曲の「愛しい他人〜パリの散歩道〜(2014ver.)」は1983年12月に発表された「シャトレ・アモーナ・ホテル」のカップリング曲「愛しい他人（ひと）〜パリの散歩道〜」のヴォーカルを再録したもの。
表題曲は千葉ロッテマリーンズ所属の岡大海選手の応援歌として使われている。

## 収録曲
1. 99は終わらない（4分20秒）
  - 作詞・作曲：編曲：前山田健一
2. 愛しい他人〜パリの散歩道〜 (2014ver.)（4分27秒）
  - 作詞・作曲：Phil Lynott, Gary Moore
  - 編曲：筒美京平、矢島賢
3. 99は終わらない 〜Instrumental〜
4. 愛しい他人〜パリの散歩道〜 (2014ver.) 〜Instrumental〜

## 逸話
本作発表の頃、ナインティナインは「自らのテーマソング」とし、『ナインティナインのオールナイトニッポン』（ニッポン放送）内で頻繁に曲を流し、また本作の出だしの替え歌を主題としたコーナー「1、2、3、4、ナインティナイン」というコーナーを立ち上げた。同番組の999回目の放送となる2014年6月12日の放送では郷がゲストとして登場、コーナーに参加。郷は別の番組で矢部浩之と出会った際に「歌っているときに（ナインティナインの）お二人のことは微塵も思っていない」とも語っている。